# Руле, Жозеф-Эманюэль-Гислен
Жозеф-Эммануэль-Гислен Руле (фр. Joseph-Emmanuel-Ghislain Roulez; 6 февраля 1806, Нивель (Брабант) — 6 марта 1878, Гент) — бельгийский археолог и филолог-классик.
Изучал древнегреческий язык в Лювенском университете, в 1826 году уехал в Германию, где изучал древнегреческую мифологию в Гейдельбергском, Берлинском и Гёттингенском университетах. После возвращения в Бельгию стал преподавателем в Гентском университете, в 1835 году стал профессором искусств в нём и в том же году был избран членом Бельгийской Королевской академии наук; в 1846/1847, 1857/1858 и 1863/1864 учебных годах был его ректором, с 1863 по 1873 год — администратором. Был членом ряда иностранных академий, в том числе Санкт-Петербургской, состоял также в основанной в 1842 году Бельгийской академии археологии и в Нормандском обществе антикваров.
Наиболее известные работы: «Cours d’antiquités romaines» (Брюссель, 1849), а также ряд статей по археологии в разных периодических изданиях. Областью его научных интересов была в первую очередь археология древнеримского периода на территории Бельгии.